# Saint-Léonard (Sekwana Nadmorska)
Saint-Léonard – miejscowość i gmina we Francji, w regionie Normandia, w departamencie Sekwana Nadmorska.
Według danych na rok 1990 gminę zamieszkiwało 1680 osób, a gęstość zaludnienia wynosiła 141 osób/km² (wśród 1421 gmin Górnej Normandii Saint-Léonard plasuje się na 134. miejscu pod względem liczby ludności, natomiast pod względem powierzchni na miejscu 247.).